# Steife Segge
Die Steife Segge (Carex elata), auch als Steif-Segge bezeichnet, ist eine Pflanzenart aus der Gattung der Seggen (Carex) innerhalb der Familie der Sauergrasgewächse (Cyperaceae). Sie ist in Eurasien und Nordafrika verbreitet.

## Beschreibung

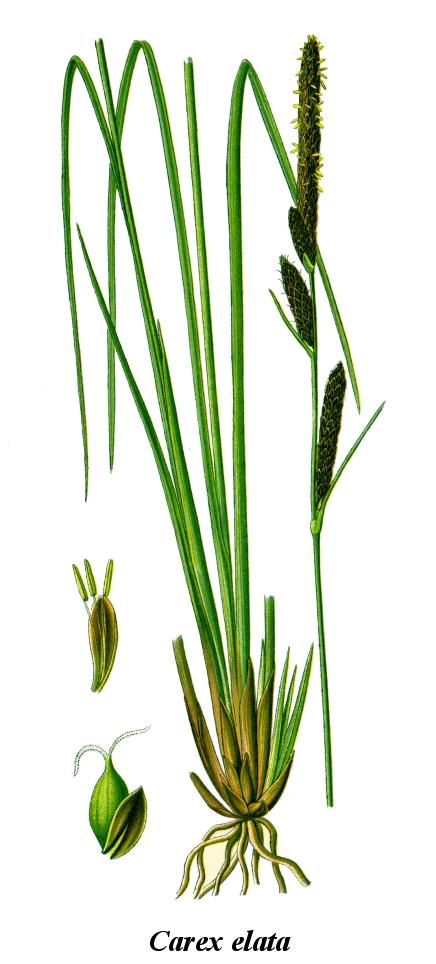
Illustration

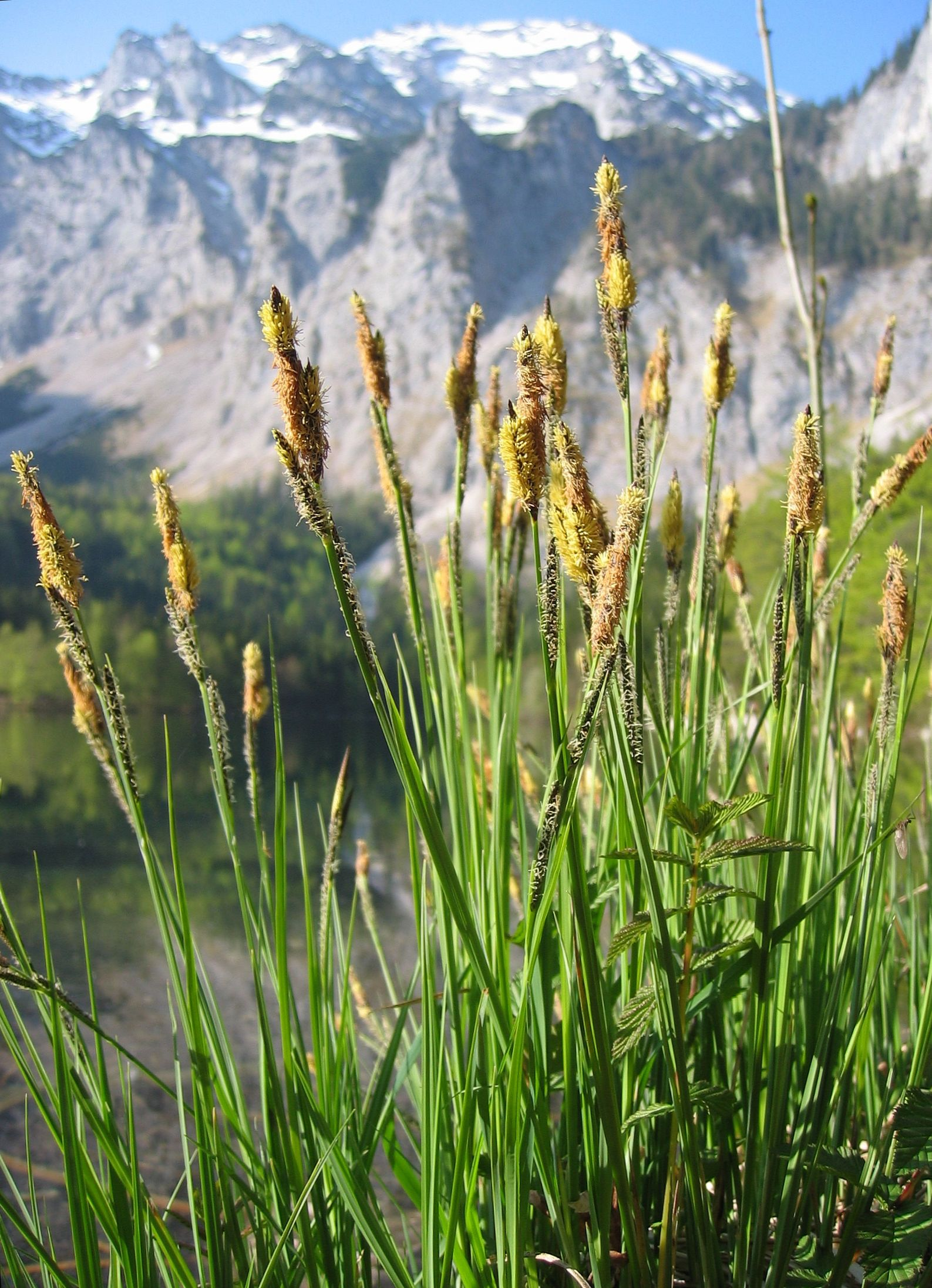
Blütenstände

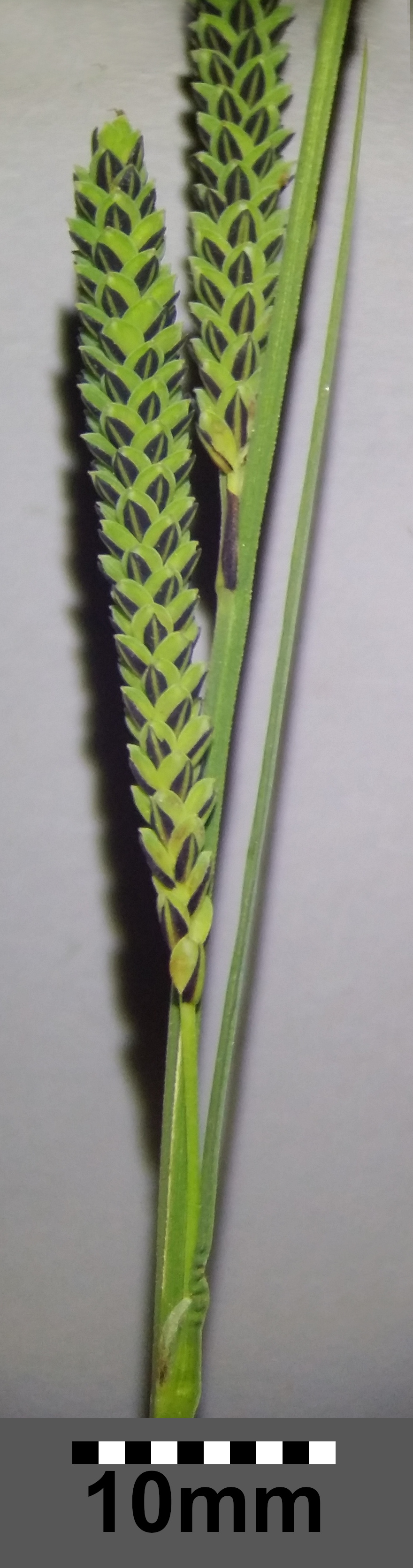
Weibliche Ähren von Carex elata subsp. elata

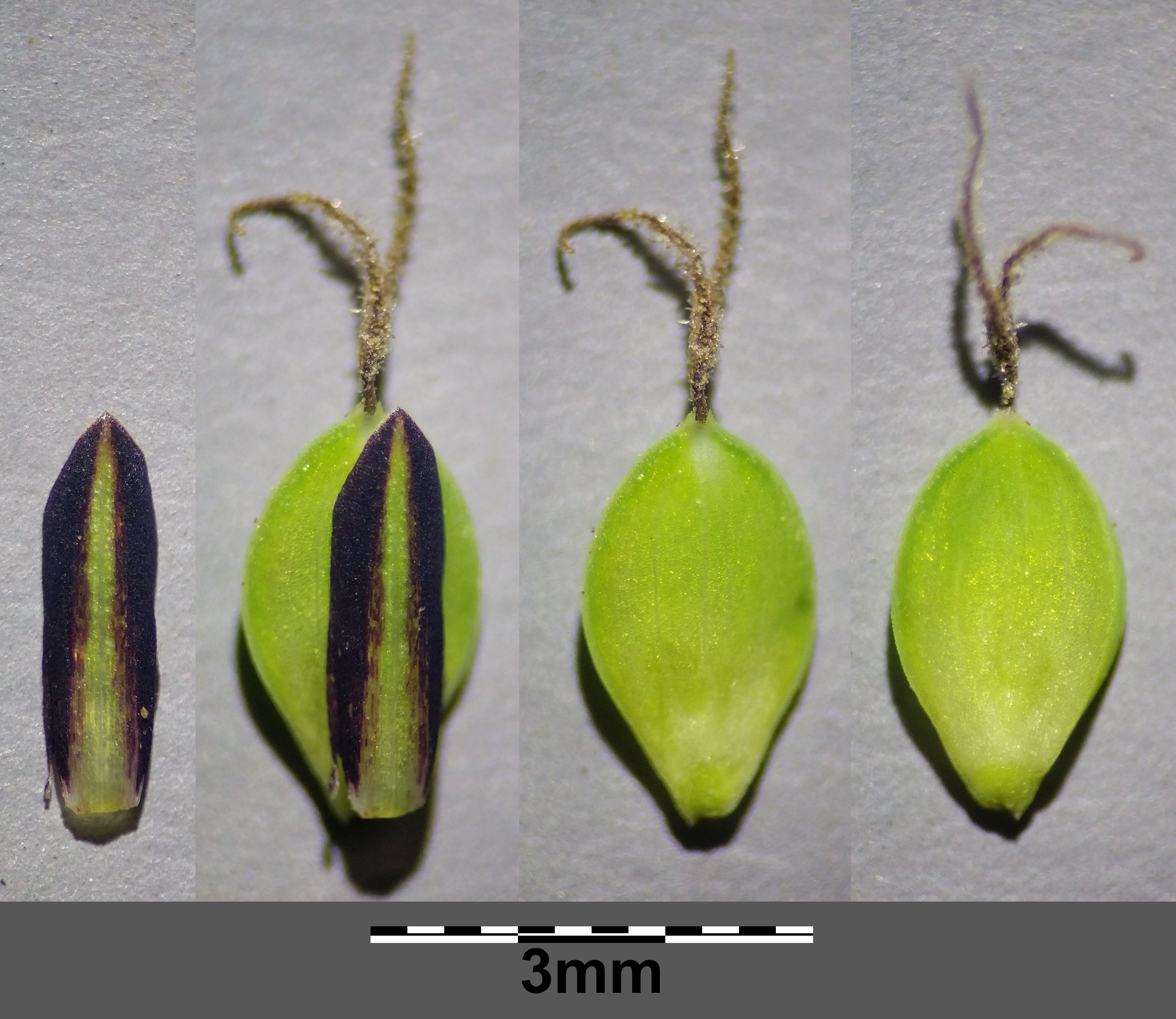
Fruchtschläuche von Carex elata subsp. elata

### Vegetative Merkmale
Die Steife Segge wächst als sommergrüne, ausdauernde krautige Pflanze. Die Wuchshöhen betragen 60 bis 120 Zentimeter bei der Unterart Carex elata subsp. elata bzw. 30 bis 80 Zentimeter bei Carex elata subsp. omskiana. Sie bilden ohne Ausläufer dichte Rasen bis hin zu stattlichen, stockwerkartig aufgebauten Horsten (Bulte). Diese Bulte können 90 Zentimeter hoch und bis 1 Meter im Durchmesser erreichen. Die steif aufrecht wachsenden Stängel sind scharf dreikantig und oben an den Kanten rau; sie sind nur am Grunde beblättert. Die untersten, netzartig zerfasernden Blattscheiden sind hell-gelbbraun. Die flachen, grau-grünen Blattspreiten der Breitblättrigen Steifen Segge erreichen 4 bis 7 Millimeter, jene der Schmalblättrigen Steifen Segge 2 bis 5 Millimeter Breite. Sie sind an den Rändern sehr rau. Die Blattoberseiten sind gras- bis dunkelgrün; die Blattunterseiten sind dagegen grau-grün. Die Papillen sind bei der breitblättrigen Unterart länglich dreieckig und ragen deutlich aus der Epidermis heraus. Bei der schmalblättrigen Unterart sind diese gerundet und nur schwach dreieckig. Die Blätter erreichen eine Länge von 1 bis 1,5 Metern und hängen zuletzt braun und verwittert über dem Stock wie die struppigen Haare eine Gigantenhauptes. Sie sehen damit auch den Horsten der Rasen-Segge ähnlich, sind aber an den hellbraunen Blattscheiden, die netzig zerfasern zu unterscheiden.

### Generative Merkmale
Das unterste Hüllblatt des Blütenstandes ist meist pfriemlich und höchstens so lang wie dieser. Der Blütenstand ist 10 bis 20 Zentimeter lang und enthält drei bis sechs, zuweilen sieben, sitzende bis kurz gestielte, aufrechte Ähren. Die oberen ein bis drei Ähren enthalten männliche Blüten. Die männlichen Blüten sind bei einer Länge von 4 bis 7 Zentimetern schmal-zylindrisch. Die unteren zwei bis vier sehr dicht stehenden Ähren enthalten weibliche Blüten. Die weiblichen Ähren sind sitzend oder kurz gestielt, 1,5 bis 8 Zentimeter lang und 5 bis 7 Millimeter breit. Die männlichen Blüten enthalten drei Staubblätter. Die weiblichen Blüten besitzen einen zweinarbigen Fruchtknoten. Die geschnäbelten, fünf- bis siebennervigen (Carex elata subsp. elata) oder undeutlich genervten (Carex elata subsp. omskiana) Fruchtschläuche sind bei einer Länge von 3,5 bis 5 Millimetern sowie einer Breite von etwa 2 Millimetern oval, stark abgeflacht und grau-grün. Sie werden breit. Die Spelzen der weiblichen Blüten sind schwarz-braun, grün gekielt und 2,5 bis 3,5 Millimeter lang. Die oberen Enden sind bei Carex elata subsp. elata gerundet, bei Carex elata subsp. omskiana dagegen immer deutlich zugespitzt. Die Spelzen der männlichen Blüten sind 4 bis 5 Millimeter lang und heller als die der weiblichen Blüten.
Die gelb-braune Frucht ist bei einer Länge von etwa 2 Millimetern sowie einer Breite von etwa 1,5 Millimetern linsenförmig.
Die Chromosomenzahl beträgt 2n = 74, 76, 78 oder 80.

## Ökologie

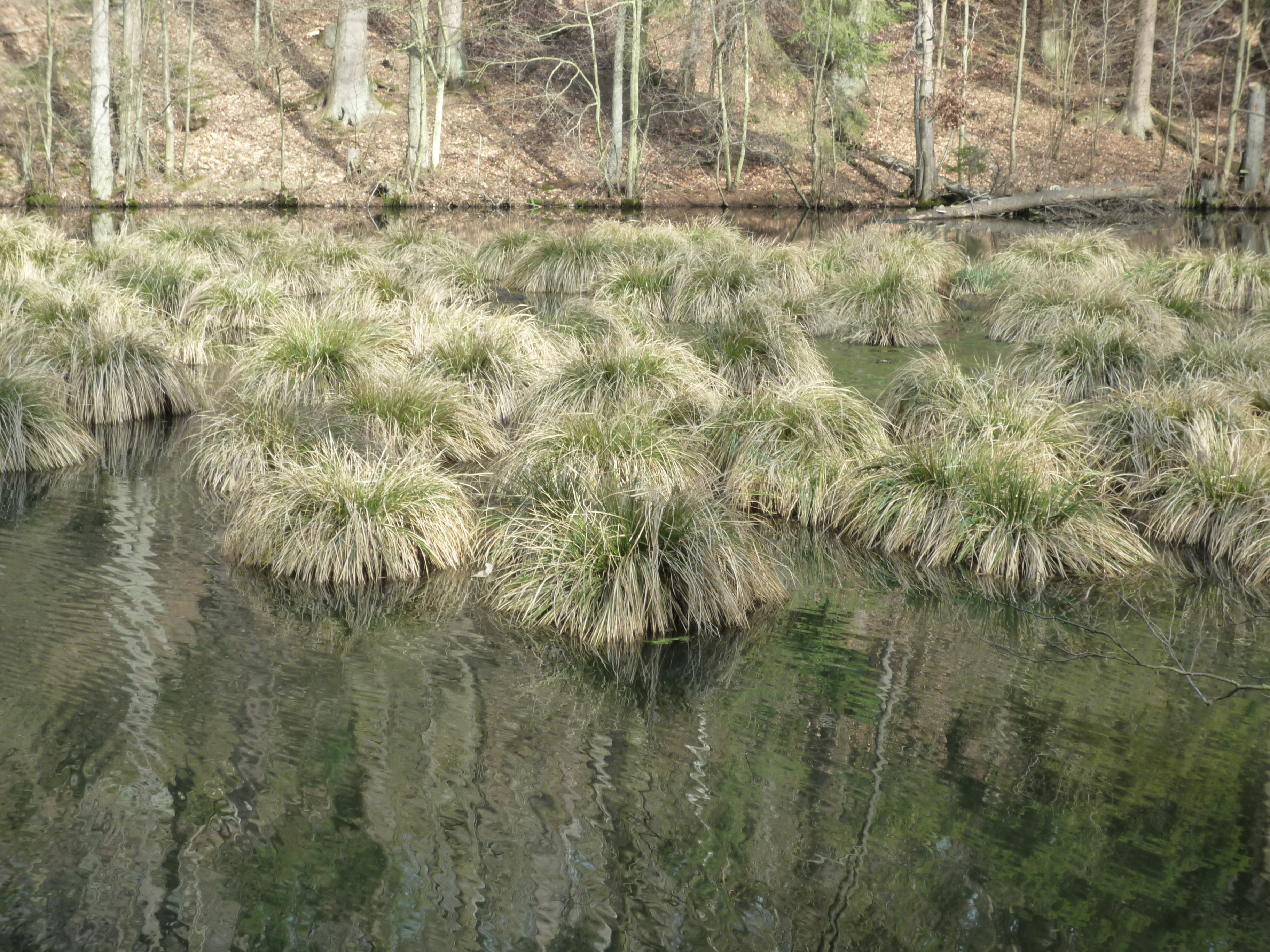
Steifseggenried

Habitus im Habitat

Die Steife Segge ist eine Sumpfpflanze, Verlandungspflanze, ein Helophyt. Es handelt sich um einen Hemikryptophyten, bei dem die nahe der Oberfläche liegenden Erneuerungsknospen im zeitigen Frühjahr austreiben. Der scharfe Blattrand dient als Schutz gegen Tierfraß.
Die Blütezeit reicht von April bis Mai oder Juni.
Die Früchte reifen relativ rasch heran, sie können ab Ende Mai schon ausfallen.
Die Utriculi unterliegen der Schwimmausbreitung; ihre Schwimmdauer kann über 15 Monate betragen. Außerdem erfolgen eine Klettausbreitung und eine Adhäsionsausbreitung durch Wasservögel.

## Vorkommen
Die Steife Segge ist in weiten Gebieten Europas mit Ausnahme des äußersten Nordens und bis zum Iran sowie Zentralasien weitverbreitet. Sie kommt auch in Marokko und Algerien vor.
Sie gedeiht von der Ebene bis in mittlere Gebirgslagen. In Mitteleuropa ist sie insgesamt selten, tritt aber an ihren Fundorten meist in großen Beständen auf. Sie steigt im Gebirge selten über Höhenlagen von 1500 Metern auf. In den Allgäuer Alpen kommt sie bis zu einer Höhenlage von 1200 Metern vor. Im Engadin erreicht sie 1712 Meter, im Kanton Wallis am Bonigersee ob Törbel 2100 Meter.
Sie wächst in Feucht- und Nasswiesen, Zwischenmooren, in Verlandungszonen von stehenden und langsam fließenden Gewässern auf staunassen, nährstoff- und basenreichen Ton- und Schlickböden. Sie meidet kalte Gewässer. Oft bildet sie Massenbestände, die im Wesentlichen nur aus dieser einen Art bestehen, sogenannte Steifseggenriede (Caricetum elatae). In Verlandungszonen von Seen und langsam fließenden Bächen fällt diese Seggenart oft durch ihre stattlichen, stockwerkartig aufgebauten Horste (Bulte oder Bülte) auf. Sie besiedelt mit einzelnen Exemplaren Wassertiefen bis zu 0,5 m und wird landeinwärts beherrschend. Als Tiefwurzler trägt sie zur Verlandung von Gewässern bei.
Die ökologischen Zeigerwerte nach Landolt et al. 2010 sind in der Schweiz: Feuchtezahl F = 5w+ (überschwemmt aber stark wechselnd), Lichtzahl L = 4 (hell), Reaktionszahl R = 3 (schwach sauer bis neutral), Temperaturzahl T = 3+ (unter-montan und ober-kollin), Nährstoffzahl N = 3 (mäßig nährstoffarm bis mäßig nährstoffreich), Kontinentalitätszahl K = 2 (subozeanisch).
Der französische Trivialname der Steifen Segge, le grand carex, war namensgebend für das größte Feuchtgebiet der Schweiz am Neuenburgersee, die Grande Cariçaie.

## Taxonomie und Systematik
Die Erstveröffentlichung von Carex elata erfolgte 1785 durch Carlo Allioni in Flora Pedemontana sive Enumeratio Methodica Stirpium Indigenarum Pedemontii, Band 2, S. 272. Das Artepitheton elata bedeutet „hoch“. Ein Synonym ist Carex cespitosa var. elata (All.) Fiori.
Je nach Autor werden etwa zwei Unterarten unterschieden. Die Unterarten unterscheiden sich vor allem in der Wuchshöhe, der Breite der Blätter, der Form der Spelzen sowie der Form der Papillen der Blattunterseiten:
- Breitblättrige Steife Segge (Carex elata subsp. elata, Syn.: Carex stricta Gooden. non Lam.): Sie kommt von Europa bis zum Iran und im nordwestlichen Afrika vor.[3]
- Schmalblättrige Steife Segge (Carex elata subsp. omskiana (Meinsh.) Jalas). Sie wurde seit 1997 für Deutschland nachgewiesen (Berlin/Brandenburg und Mecklenburg-Vorpommern). In Sachsen ist sie verschollen.[8] Sie kommt von Europa und der Türkei bis Zentralasien vor.[3] In Mitteleuropa kommt sie nur in Deutschland und in Polen vor.[7]

## Nutzung
Die Steife Segge ist eine gute Streupflanze, aber eine schlechte Futterpflanze.

## Trivialnamen
Für die Steife Segge bestehen bzw. bestanden, zum Teil auch nur regional, auch die weiteren deutschsprachigen Trivialnamen: Bültengras (Schleswig-Holstein), Buttengras (Unterweser), Grauwisk (Bremen), Groffwisk (Bremen) und Schnittbülten (Schleswig-Holstein).